# 筆吉純一郎
筆吉 純一郎（ふでよし じゅんいちろう、本名同じ、1964年-）は日本の漫画家。福井県坂井市出身。法政大学を卒業後、イラストレーターを経て、漫画家として活動する。

## 主な作品
- 冒険ゲームブックシリーズ - 双葉社
  - 超時空パイレーツ おみそれ3人組の冒険（1988年7月 構成/文:樋口明雄）
  - ファンタジーゾーン2 異星への旅立ち（1989年2月 構成/文:塩田信之）
- タカラジマンシリーズ - 怪獣VOWシリーズに掲載
- 空想科学大戦!シリーズ
- Dr.猫柳田の科学的青春シリーズ
- 日本パソコン百景 （1993年4月）
- パソコン百景 - 月刊ASCIIに連載
- 最終警告!たけしの本当は怖い家庭の医学 - 幻冬舎（2005年4月）
- 最終警告!たけしの本当は怖い家庭の医学 2 - 幻冬舎（2007年6月）
- 漫画・うんちく鉄道 - メディアファクトリー (2014年1月 監修:杉浦誠)
- マンガ・うんちく漫画家 - KADOKAWA (2014年9月)
- 柳田理科雄のマンガ1日1化学 がんばれ!モモンガ先生 - 栄光ゼミナール（2016年12月21日～2017年12月4日）